# Sewayaki Kitsune no Senko-san
Sewayaki Kitsune no Senko-san (jap. 世話やきキツネのさん仙狐さん) ist eine japanische Web-Manga-Serie, welche von Rimukoro geschrieben und illustriert wird. Seit Oktober 2017 wird diese Serie über die „Comic Newtype“-Website von Kadokawa Shoten veröffentlicht; diese umfasst derzeit zehn Tankōbon-Bände. Von April bis Juni 2019 wurde eine Adaption des Manga in Form einer Anime-Fernsehserie ausgestrahlt, die international auch als The Helpful Fox Senko-san bekannt wurde.

## Handlung
Kuroto Nakano ist ein junger angestellter Softwareentwickler, der ein sehr unglückliches und stressiges Leben führt, welches hauptsächlich von der Arbeit eingenommen wird. Eines Nachts, nach einem weiteren Tag voller Überarbeitung, findet Kuroto zuhause ein scheinbar junges Mädchen mit Fuchsohren und einem Schwanz vor, das Abendessen für ihn kocht – ihr Name ist Senko, eine 800 Jahre alte Fuchs-Halbgöttin (Kitsune). Senko wurde aus der Geisterwelt auf die Erde geschickt, um Kuroto aus seinem unglücklichen Leben zu befreien und ihm zu helfen wieder glücklich zu werden.

## Charaktere

### Senko
仙狐, lt. Fairy Fox, gesprochen von: Azumi Waki

Senko ist eine 800 Jahre alte Fuchs-Halbgöttin, die aus der Geisterwelt geschickt wurde, um Kuroto von seinem überarbeiteten und stressigen Leben zu befreien. Sie zieht in Kuratos Haus ein und tut stolz alles für Kuroto, verwöhnt ihn, kocht für ihn und putzt sein Zuhause. Senko liebt es, Kuroto zu verwöhnen, und sorgt dafür, dass er immer genug Schlaf bekommt. Sie wird traurig, wenn Kuroto der Arbeit Vorrang vor seiner Gesundheit einräumt. Zu ihrer Bestürzung scheint Kuroto eine Fixierung auf ihren weichen, flauschigen Schwanz und ihre Ohren zu haben.

### Kuroto Nakano
中野玄人, Nakano Kuroto, gesprochen von: Junichi Suwabe
Kuroto ist ein normaler Angestellter, der vor Senkos Ankunft ein ungeregeltes Leben führte. Er wuchs bei seinen Großeltern auf dem Land auf, bevor er zum Arbeiten in die Stadt zog. Kurotos Gesundheit und Geist haben sich im Laufe der Zeit dank Senkos Fürsorge verbessert.

### Shiro
シロ, Shiro, gesprochen von: Maaya Uchida
Shiro ist eine weitere Fuchs-Halbgöttin und wurde geschickt, um Kuroto zu helfen, da Senko anfänglich Schwierigkeiten hatte, Kuroto aus der Dunkelheit zu befreien, die sein Herz verzehrte. Shiro ist weitaus eingebildeter und spontaner als Senko. Sie sieht Kuroto als Diener und denkt, dass Menschen die Kitsune anbeten sollten, die zu ihrer Hilfe geschickt werden. Sie freundet sich später mit Yasuko an.

### Yasuko Koenji
高円寺安子, Koenji Yasuko, gesprochen von: Ayane Sakura
Yasuko ist Kurotos Nachbarin. Sie ist Studentin und Manga-Künstlerin und verbringt die meiste Zeit damit, Mangas in ihrem Schlafzimmer zu zeichnen. Yasuko erweist sich als faul und chaotisch, da sie Fertiggerichte isst und selten ihr Zuhause putzt. Daher schätzt Yasuko Senkos Gesellschaft, wenn diese vorbeikommt, um aufzuräumen und Mahlzeiten für sie zuzubereiten. Yasuko ist sich nicht bewusst, dass Senko eine Kitsune ist, und verwechselt sie mit einer Cosplayin. Sie ist auch ein Otaku und liebt es, einen Anime namens Little Yoko, Inari Girl zu sehen, in dem ein magischer Fuchs gegen einen bösen Tanuki kämpft.

### Yozora
夜空, Yozora, gesprochen von: Eri Kitamura
Die Kitsune ist über 1000 Jahre alt. Yozora ist der Boss von Senko und Shiro; sie war diejenige, die sie in das menschliche Reich geschickt hatte, um sich um Kuroto zu kümmern. Sehr zu Senkos Bestürzung liebt Yozora es, Kuroto spielerisch mit ihren Brüsten und vier Schwänzen zu verführen.

## Medien

### Manga
Seit Oktober 2017 wird diese Serie über die Comic Newtype-Website von Kadokawa Shoten veröffentlicht. Die Kapitel erscheinen auch zusammengefasst in derzeit zehn Tankōbon-Bänden.
| Nr. | Erscheinungsdatum | ISBN                                                  |
| --- | ----------------- | ----------------------------------------------------- |
| 1   | 10. April 2018    | 978-4-04-106951-6                                     |
| 2   | 10. August 2018   | 978-4-04-107271-4                                     |
| 3   | 10. Dezember 2018 | 978-4-04-107492-3                                     |
| 4   | 10. April 2019    | 978-4-04-108107-5                                     |
| 5   | 10. Oktober 2019  | 978-4-04-108109-9 978-4-04-108782-4 (Special Edition) |
| 6   | 10. März 2020     | 978-4-04-109216-3                                     |
| 7   | 10. Juli 2020     | 978-4-04-109439-6                                     |
| 8   | 10. Dezember 2020 | 978-4-04-110810-9                                     |
| 9   | 10. Juni 2021     | 978-4-04-111445-2                                     |
| 10  | 10. Dezember 2021 | 978-4-04-111446-9                                     |

### Anime
Eine Anime-Adaptation des Manga wurde am 2. Dezember 2018 angekündigt. Die Serie wurde von Dōga Kōbō animiert. Tomoaki Koshida führte Regie, wobei Yoshiko Nakamura die Drehbücher schrieb. Miwa Oshima entwarf die Charaktere und Yoshiaki Fujikawa komponierte die Musik. Das Eröffnungslied Koyoi mofumofu!! wurde von Azumi Waki und Maaya Uchida gesungen, während das Endthema Moffu Moffu de Yoinoja yo nur von Azumi Waki gesungen wurde.
Die Serie mit 12 Folgen wurde vom 10. April bis 26. Juni 2019 auf AT-X und verschiedenen lokalen Fernsehsendern ausgestrahlt. International erschien der Anime auf diversen Streaming-Plattformen mit englischen, portugiesischen und spanischen Untertiteln. Funimation veröffentlichte eine in Englisch synchronisierte Fassung.
| Nr. | Episodentitel                                                                           | Erstausstrahlung |
| --- | --------------------------------------------------------------------------------------- | ---------------- |
| 1   | Zonbunni amayaka shite kureyō (存分に甘やかしてくれよう)                                | 10. April 2019   |
| 2   | Hazukashi gara zu tomo yoiyoi (恥ずかしがらずともよいよい)                              | 17. April 2019   |
| 3   | Onushi ga shiawase nara sore de yoi (おぬしが幸せならそれでよい)                        | 24. April 2019   |
| 4   | Naze kyūjitsu ni shigoto o senebanaran no ja!? (なぜ休日に仕事をせねばならんのじゃ！？) | 01. Mai 2019     |
| 5   | Shippo nara, warawa no ga arujaro? (しっぽなら、わらわのがあるじゃろ？)                 | 08. Mai 2019     |
| 6   | Mo furitai dakejaro, onushi (もふりたいだけじゃろ、おぬし)                              | 15. Mai 2019     |
| 7   | Onushi, Betsu no Kitsune no Nioi ga surunō (おぬし、別のキツネの匂いがするのう)         | 22. Mai 2019     |
| 8   | Warawa ga wasuresasete yarō! (わらわが忘れさせてやろう！)                               | 29. Mai 2019     |
| 9   | Kō sureba hazukashiku nai jar (こうすれば恥ずかしくないじゃろ)                          | 05. Juni 2019    |
| 10  | Tama ni wa dōshin ni kaeru no mo yoi jaro (たまには童心に返るのもよいじゃろ？)          | 12. Juni 2019    |
| 11  | Kon'ya wa sukoshi are sō ja no (今夜は少し荒れそうじゃの)                               | 19. Juni 2019    |
| 12  | Sore de mo, ayatsu o... (それでも、あやつを...)                                         | 26. Juni 2019    |

## Rezeption
Bei der Filmdatenbank IMDb erhielt der Anime eine Bewertung von 6.8/10 basierend auf 711 Nutzerbewertungen. Bei MyAnimeList erhielt der Anime eine Wertung von 7.34 basierend auf 153.850 Nutzerbewertungen.
Gadget Tsūshin hat Senkos Aussage „uyan“ in die Liste der beliebtesten Anime-bezogenen Schlagworte 2019 aufgenommen.